# Tito Centi
Tito Sante Centi, O.P. (Segni, 30 octobre 1915 - 18 mai 2011), est un prêtre, philosophe et théologien italien, l'un des plus grands experts de la philosophie de Thomas d'Aquin.

## Biographie
Tito Sante Centi est né le 30 octobre 1915 à Segni, province de Rome, dans une famille profondément religieuse. Entré très jeune dans l'ordre dominicain, il fait sa profession religieuse le 6 octobre 1933. Ordonné prêtre le 16 juin 1940, Tito Centi obtient son doctorat de Théologie à l'Université pontificale Saint-Thomas-d'Aquin en 1943 et devient professeur à l'Académie pontificale saint Thomas d'Aquin. Il se consacra le reste de sa vie à l'étude de la philosophie médiévale et à la rédactions d'ouvrages variés.
Il a publié traductions de plusieurs œuvres de Saint Thomas d'Aquin, y compris Somme contre les Gentils, Commentaire sur l'Évangile de Jean, Contra impugnantes Dei cultum et religionem, De perfectione spiritualis vitae et nombreux Questiones Disputatae.
Entre 1950 et 1974, il a édité la première traduction complète italienne de la Somme théologique.

## Œuvres
- Tommaso d'Aquino, La somma teologica, testo latino dell'edizione leonina, trad. e commento a cura dei Domenicani italiani, a cura di T.S. Centi, 35 vols., Salani, Florence, 1949-1972, réédité par ESD, Bologne, 1984-85
- San Tommaso d'Aquino, Somma contro i Gentili, UTET, Turin, 1975, a cura di Tito S. Centi,  (ISBN 8802026815);
- Catechismo Tridentino. Catechismo ad Uso dei Parroci Pubblicato dal Papa Pio V per Decreto del Concilio di Trento. Traduzione italiana a cura del P. Tito S. Centi, Cantagalli, Sienne, 1981,  (ISBN 88-8272-148-5)
- Girolamo Savonarola. Il frate che sconvolse Firenze, Città Nuova, Rome, 1988,  (ISBN 8831153110)
- La scomunica di Girolamo Savonarola. Santo e ribelle? Fatti e documenti per un giudizio, Ares, Milan, 1996,  (ISBN 8881551187);
- San Tommaso d'Aquino Compendio di Teologia e altri scritti, a cura di Tito S. Centi, Agostino Selva, UTET, Turin, 1997 (rééditions UTET 2001 et 2016,  (ISBN 9788851141677))
- Il Beato Angelico. Fra Giovanni da Fiesole. Biografia critica, ESD, Bologne, 2003,  (ISBN 9788870944181)
- Inos Biffi, Tito S. Centi, Le altre due «Somme teologiche» di S. Tommaso d'Aquino, ESD, Bologne, 2001,  (ISBN 887094428X)
- Nel segno del sole. San Tommaso d'Aquino, Ares, Milan, 2008,  (ISBN 9788881554256)

## Œuvres traduites en français
- Frère Jérôme Savonarole, traduit de l'italien par Michel-Paul Monredon, introduction de Guy Bedouelle, CLD, Chambray-lès-Tours, 1986,  (ISBN 2854431170)
- Le bienheureux Fra Angelico: Giovanni da Fiesole, Éditions du Cerf, Paris, 2005, traduit de l'italien par Jacques Mignon,  (ISBN 2204078468)